# فاينال كات برو اكس
فاينال كات برو اكس (بالإنجليزية: Final Cut Pro X)‏ هو برنامج تحرير فيديو يعمل على نظام ماكنتوش من إنتاج شركة أبل. اصدر البرنامج رسميا في شهر أبريل من العام 2011 في معرض لمستخدمي الفاينال كات برو لوس انجلوس و بالي في مركز المؤتمرات لاس فيغاس